# Raimundo Vanthuy Neto

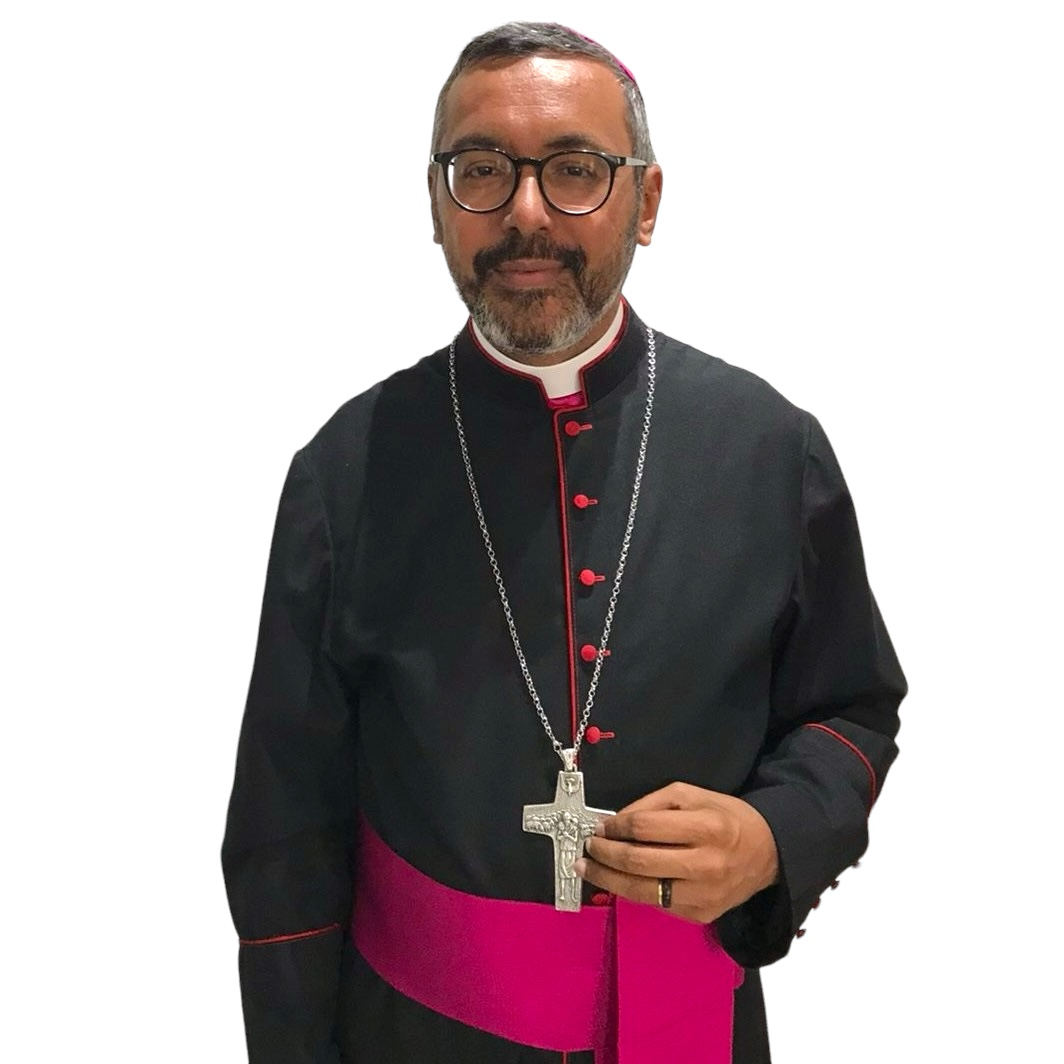
Raimundo Vanthuy Neto, 2023

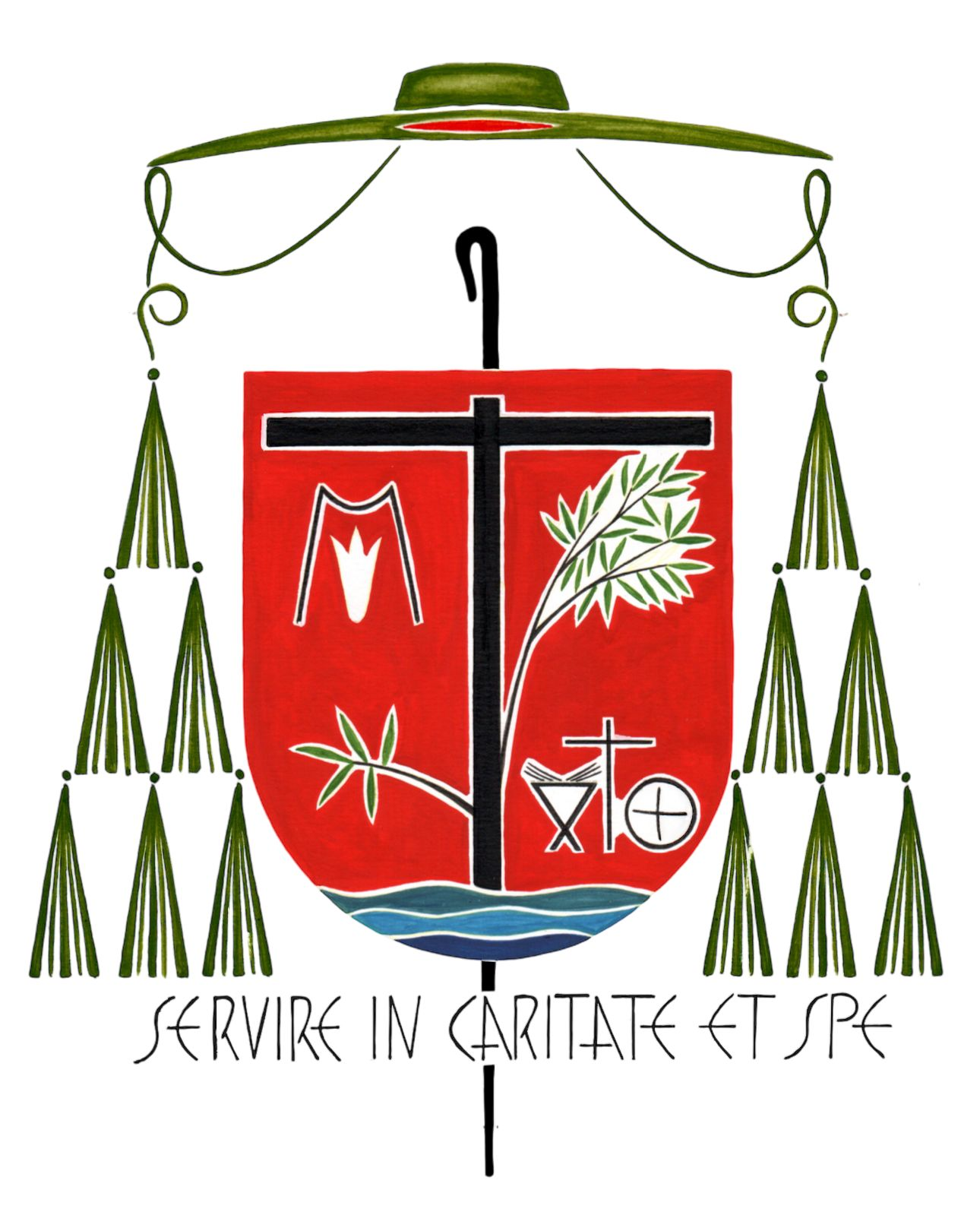
Bischofswappen von Raimundo Vanthuy Neto

Raimundo Vanthuy Neto (* 10. Mai 1973 in Pau dos Ferros, Rio Grande do Norte) ist ein brasilianischer römisch-katholischer Geistlicher und Bischof von São Gabriel da Cachoeira.

## Leben
Raimundo Vanthuy Neto studierte Philosophie am Priesterseminar Cristo Sacerdote in Manaus und Katholische Theologie am erzbischöflichen Priesterseminar São José in Manaus. Nach weiterführenden Studien erwarb er an der Pontifícia Faculdade de Teologia Nossa Senhora da Assunção in São Paulo ein Lizenziat im Fach Missionswissenschaft. Der Bischof von Roraima, Apparecido José Dias SVD, spendete ihm am 11. Juli 1999 die Diakonenweihe und am 3. Juni 2001 das Sakrament der Priesterweihe für das Bistum Roraima.
Neto war nach der Priesterweihe zunächst als Pfarrer der Pfarreien Nossa Senhora da Consolata (2001–2004) und Cristo Redentor in Boa Vista (2004–2013) tätig. Von 2014 bis 2017 leitete er das Instituto de Teologia Pastoral e Ensino Superior da Amazônia in Manaus. Nachdem Neto von 2017 bis 2018 kurzzeitig als Pfarrvikar im Missionsgebiet Cantá gewirkt hatte, wurde er 2019 Kanzler der Kurie des Bistums Roraima. Zudem gehörte er dem Konsultorenkollegium des Bistums an. Darüber hinaus lehrte er amazonische Kirchengeschichte an der Pontifícia Universidade Católica do Paraná in Curitiba, an der Universidade Católica de Pelotas und an der Pontifícia Universidade Católica do Rio Grande do Sul in Porto Alegre sowie an der Universidade Federal de Roraima in Boa Vista. Später wurde Neto zusätzlich Rektor des Diözesanheiligtums Nossa Senhora Aparecida und Regens des propädeutischen Priesterseminars des Bistums Roraima.
Am 8. November 2023 ernannte ihn Papst Franziskus zum Bischof von São Gabriel da Cachoeira. Der Erzbischof von Manaus, Leonardo Ulrich Kardinal Steiner OFM, spendete ihm am 4. Februar 2024 auf dem Gelände des Ginásio Totozão in Boa Vista die Bischofsweihe; Mitkonsekratoren waren der emeritierte Bischof von São Gabriel da Cachoeira, Edson Taschetto Damian, und der Bischof von Roraima, Evaristo Pascoal Spengler OFM, sowie der Erzbischof von Porto Velho, Roque Paloschi, und der Erzbischof von Cuiabá, Mário Antônio da Silva. Raimundo Vanthuy Neto wählte den Wahlspruch Servire in caritate et spe („In Liebe und Hoffnung dienen“). Die Amtseinführung erfolgte am 11. Februar 2024.